# 藤井武則
藤井 武則（ふじい たけのり）は、日本の物理学者。東京大学低温センター助教。

## 主な経歴
- 1996年3月31日 東京理科大学理学部第一部応用物理学科卒業
- 1998年3月31日 東京理科大学大学院理学研究科応用物理学専攻修士課程修了（連携大学院　NTT物性科学基礎研究所　松田梓グループ）
- 2001年3月31日 東京理科大学大学院理学研究科応用物理学専攻博士課程修了（連携大学院　NTT物性科学基礎研究所　松田梓グループ）
- 2001年4月1日 科学技術振興事業団さきがけ研究グループメンバー
- 2003年6月15日 東京大学低温センター 助手
- 2007年4月1日 東京大学低温センター 助教（学校教育法改正に伴う職位変更）

## 主な所属学会
- 日本物理学会
- 応用物理学会
- 日本熱電学会など

## 主な受賞
- 2002年 熱電交換シンポジウム　若手優秀研究賞